# Struveshof
Struveshof è una località della città tedesca di Ludwigsfelde, nel Brandeburgo.

## Storia
La località fu acquistata dalla città di Berlino nel 1887 per impiantarvi delle marcite con l'utilizzo delle acque di scarico berlinesi.
Nel 1905 la località fu battezzata con il nome di Struveshof, e vi si sviluppò un insediamento.
Struveshof costituì un comune autonomo fino al 1961, quando fu annessa alla città di Ludwigsfelde. Dal 1962 al 1990 fu sede del Zentralinstituts für Weiterbildung für Lehrer und Erzieher (ZIW), un importante istituto pedagogico della Repubblica Democratica Tedesca; attualmente è sede del Landesinstitut für Schule und Medien Berlin-Brandenburg (LISUM).